# ترابشریت

بشری خیالی با جسمی حاصل از فناوری

فراانسان‌گرایی (به انگلیسی: Transhumanism) جنبشی فکری و فرهنگی است که می‌گوید با پیشرفتِ فناوری و افزایش در دسترس بودنِ آن، می‌توان به جلوگیری از افزایشِ سن پرداخت یا به توانمندسازیِ انسان‌ها به لحاظِ توانایی‌هایِ فیزیکی، ذهنی یا روان‌شناختی، دست زد. این مکتبِ فکری، چنین تغییرهایِ بنیادی‌ای در وضعیتِ انسان‌ها را ممکن می‌بیند و آن را هم ضروری و هم خوشایند می‌داند. متفکّرانِ ترابشریت، دربارهٔ مزیت‌ها یا خطرهایِ بالقوهٔ فناوری‌هایِ نوپدیدی که می‌توانند به محدودیت‌هایِ بنیادینِ انسان پایان دهند، مطالعه می‌کنند و همچنین دربارهٔ مسئله‌های اخلاقی‌ای که در گسترش دادن یا استفاده از این فناوری‌ها پیش می‌آید، بحث می‌کنند. آن‌ها پیش‌بینی می‌کنند که انسان‌ها، در نهایت می‌توانند خودشان را به موجودهایی تبدیل کنند که آن‌چنان نسبت به انسان‌هایِ فعلی ارتقاءیافته‌اند که بتوان آن‌ها را پساانسان نامید.
اف‌ام ۲۰۳۰، که در دههٔ ۶۰ میلادی، در دانشگاهِ نیواسکولِ نیویورک، «مفهوم‌هایِ نوین از انسان» خوانده بود، نخستین استادِ آینده‌پژوهی بود که مفهومِ امروزیِ ما از ترابشریت را موردِ معرفی و پیش‌بینی قرار داد. کسانی که از فناوری‌ها، سبک‌هایِ زندگی و جهان‌بینی‌هایی استفاده می‌کردند که باعثِ تراگذری و انتقالِ انسان به پساانسان می‌شوند، توسطِ اف‌ام ۲۰۳۰، ترابشر نامیده شدند. این حرف‌ها، زمینه‌سازِ ماکس مور، فیلسوفِ بریتانیایی شدند که در دههٔ ۹۰ میلادی، آغاز به معرفیِ اصل‌هایِ ترابشریت، به عنوانِ یک فلسفهٔ آینده‌پژوه کرد و طبقهٔ روشنفکری را در کالیفرنیا سازماندهی کرد که در نهایت گسترش یافت و جنبشِ جهانیِ ترابشریت را شکل داد.

تا حدی تحتِ تأثیرِ اثرهایِ اولیهٔ علمی‌تخیلی، نگاهِ ترابشریت‌گرایان از آیندهٔ تراگذشته و انتقال‌یافتهٔ بشریت، موافقان و مخالفانِ بسیاری را طیف‌هایِ فکریِ مختلف برانگیخته است. یکی از منتقدان، فرانسیس فوکویاما، آن را به عنوانِ خطرناک‌ترین ایدهٔ جهان، معرفی کرده است، در حالیکه رونالد بیلی که از طرفدارانِ این ایده است، این جنبش را «دلیرانه‌ترین، شجاعانه‌ترین، انتزاعی‌ترین و آرمانی‌ترین اشتیاقِ بشری» معرفی کرده است.

## تاریخچه
نیک باستروم معتقد است که پیشینه تعالی طلبی در گذشته حداقل به حماسهٔ گیلگمش و مفاهیمی مانند آب زندگانی یا اکسیر حیات و سایر تلاش‌های اسطوره‌ای برای دوری از پیری و مرگ بازمی‌گردد. نیچه در نگرش فلسفی خود مفهوم ابرانسان را توصیف می‌کند که از دید او غایتی برای بشر است. در این رابطه که آیا مفهوم ابرانسان نیچه با پساانسان یکسان است اختلاف نظر وجود دارد. زیرا تأکید ابرانسان نیچه بر مفهوم خودشکوفایی است و نه الزاماً دگرگونی با استفاده از فناوری. علی‌رغم این موضوع برخی از فلاسفه ترابشریت نظیر ماکس مور و استفان لورنز سورنر بشدت تحت تأثیر افکار نیچه قرار دارند. ایده‌های اولیه ترابشریت برای اولین بار در سال ۱۹۲۳ میلادی توسط جان هالدین، زیست‌شناس تکاملی و متخصص ژنتیک در مقاله‌ای با عنوان «دایدالوس: علم و آینده» مطرح شد. در این مقاله هادلین از مزایایی بسیار بزرگ کنترل بیولوژی انسانی به کمک ابزار علمی و ژنتیک سخن می‌گوید. او پیش‌بینی می‌کند که در آینده برای یک جامعه ثروتمند که از انرژی فراوان و پاکیزه استفاده می‌کند، بکارگیری ژنتیک جهت ایجاد افراد بلند قدتر، سالم‌تر و باهوش‌تر امری پیش پا افتاده خواهد بود. مقاله او برخی محافل علمی و افکار عمومی را تحت تأثیر قرار داد. جان دزموند برنال، بلورشناس از کمبریج در مقاله‌ای با عنوان «جهان، گوشت و شیطان» در سال ۱۹۲۹ دیدگاهایی در مورد استعمار سیارات در فضا، ارتقاء توانایی جسمی از طریق ایمپلنت‌های بیولوژیک و همچنین پیشرفت‌های ذهنی ناشی از دستاوردهای علوم اجتماعی و روان‌شناسی منتشر کرد. از آن زمان تاکنون این موارد از جمله ایده‌های رایج در باورهای ترابشری بوده است.

اما بسیاری جولیان هاکسلی زیست‌شناس را به عنوان بنیان‌گذار ترابشریت می‌شناسند. او در سال ۱۹۵۷واژه ترابشریت را در عنوان مقاله‌ای بکار برد. البته این واژه قبلاً در مقاله‌ای از فیلسوف کانادایی، ویلیام لایت هال استفاده شده بود. هاکسلی در مقاله خود می‌نویسد:
تابحال زندگی انسانی، همانگونه که هابز آن را توصیف کرده است 'کثیف، زننده و کوتاه ' بوده است. اکثریت انسان‌ها (اگر در دوران جوانی نمرده باشند) در زندگی خود دشواری و بدبختی را تجربه کرده‌اند… با دلایلی منطقی می‌توانیم باور داشته باشیم که چنین پهنه‌ای از فرصت‌ها وجود دارد و محدودیت‌های کنونی و ناامیدی‌های خسته‌کننده وجودی ما می‌تواند از میان برداشته شود… نوع بشر اگر بخواهد می‌تواند خود را ارتقاء دهد، نه فقط به صورت گاه‌وبیگاه… شخصی در جایی به نوعی و شخصی در جایی دیگر به نوعی دیگر… بلکه تمامیت آن به عنوان جامعه بشری.
در سال‌های دهه ۱۹۶۰ میلادی در ژاپن، پیروان سبک معماری متابولیسم، اعلامیه‌ای را منتشر کردند که هدف آن 'تشویق به توسعه متابولیک جامعه' از طریق طراحی و فناوری‌های جدید بود. در 'فصل ماده و انسان' این اعلامیه، نوبورو کاوازوئه اعلام می‌دارد که:
بعد از دهه‌ها، با پیشرفت سریع فناوری ارتباطات، هر انسانی از گیرنده امواج مغزی برخوردار خواهد شد که گوش وی جاسازی شده است. این گیرنده می‌تواند مستقیماً و دقیقاً آنچه را که انسان فکر می‌کند به دیگران انتقال دهد و برعکس. در چنین شرایطی دیگر ضمیر مستقل و منفردی وجود نخواهد داشت، آنچه خواهد بود اراده نوع بشر است به عنوان یک کل. 

### هوش مصنوعی و تکینگی فناوری
مفهوم تکینگی فناوری یا ظهور فوق‌العاده سریع هوش ابرانسانی برای اولین بار توسط ریاضی‌دان و رمزگشای انگلیسی، اروین جان گود در سال ۱۹۶۵ میلادی پیشنهاد شد:
تصور کنید که یک ماشین ابرهوشمند، ماشینی باشد که بتواند از تمامی توانایی‌های ذهنی یک انسان، هر چقدر هم که باهوش باشد، فراتر رود. از آنجایی که طراحی خود ماشین نیز یکی از این فعالیت‌های ذهنی‌ست، آن ماشین ابر هوشمند می‌تواند ماشین بهتری طراحی کند؛ بنابراین بدون تردید از آن پس شاهد یک انفجار هوشمندی خواهیم بود و هوش انسانی به سرعت عقب خواهد ماند. به همین دلیل می‌توان گفت که اولین ماشین ابرهوشمند، آخرین اختراعی خواهد بود که نیاز است آن را بسازیم.
به گفته ماروین مینسکی، دانشمند علوم رایانه، ارتباط بین انسان و هوش مصنوعی از دهه ۱۹۶۰ میلادی آغاز گشت. در طی دهه‌های بعد، این شاخه با پیدایش متفکرین با نفوذی همچون هانس موراوک و ریموند کرزویل توسعه پیدا کرد، که در مرز فضاهای فنی مرتبط و تفکرات فلسفی آینده نگرانه ترابشریت در تکاپو بودند. او در سال ۱۹۷۳ کتابی با عنوان «جناح بالا، مانیفست آینده‌گرایی» منتشر کرد. رابرت اتینگر (پدر سرمازیستی) در سال ۱۹۷۲ در کتابی با عنوان از «انسان به ابرانسان» مفاهیم و ویژگی‌های ترابشریت را تشریح نمود.

### رشد ترابشریت
اولین همایش رسمی که عنوان ترابشریت را بر خود داشت در اوایل دهه ۱۹۸۰ در دانشگاه کالیفورنیای لس آنجلس برگزار شد که به نوعی به مرکز تفکرات ترابشریت تبدیل شده بود. در آن همایش، اف‌ام ۲۰۳۰ یک سخنرانی با عنوان «راه سوم، ایدئولوژی آینده‌گرایی» ارائه کرد. در محل نمایشگاه ای زد تی وی ناتاشا ویتا مور فیلمی ساخته خود به اسم گسست را به نمایش درآورد که موضوع آن فراتر رفتن انسان از محدودیت‌های بیولوژیک خود و گذر جاذبه زمین به سوی فضا بود. پس از آن ویتا مور و اف‌ام ۲۰۳۰ شروع به برگزاری گردهمایی‌هایی در مورد ترابشریت در لس آنجلس کردند که در آن دانشجویان کلاس‌های اف‌ام ۲۰۳۰ و طرفداران تولیدات هنری ویتا مور شرکت می‌کردند. در سال ۱۹۸۲ ویتا مور بیانیه هنرهای ترابشری را تدوین کرد و شش سال بعد از آن نمایشی تلویزیونی با اسم ترانس ستتری آپدیت را تولید کرد که تعداد بینندگان آن به بیش از صد هزار نفر رسید.

در سال ۱۹۸۶ اریک درکسلر کتابی با عنوان موتورهای خلقت: عصر پیش روی فناوری نانو را منتشر کرد. در این کتاب او در مورد چشم‌انداز فناوری نانو و سازنده‌های مولکولی به بحث پرداخت. او همچنین انستیتو غیرانتفاعی فورسایت را با هدف تحقیق در مورد فناوری نانو راه‌اندازی کرد. به عنوان اولین مرکز غیرانتفاعی تحقیقات، حمایت و انجام عمل سرمازییستی، دفتر بنیاد افزایش طول عمر الکور در کارولینای جنوبی تبدیل به مرکزی مورد علاقه برای آینده گرایان شد. در سال ۱۹۸۸ ماکس مور و تام مارو اولین شماره مجله‌ای به نام مجله اکستروپی را منتشر کردند. در سال ۱۹۹۰ مور دکترین ترابشریت خود را ایجاد کرد که برداشتی بود از مبانی اکستروپی. این دکترین به نوعی مبانی و تعاریف مدرن ترابشریت را پایه‌ریزی کرد:
ترابشریت، مجموعه‌ای از فلسفه‌هاست که تلاش دارد ما را به سوی شرایط ابرانسانی هدایت کند. ترابشریت دارای وجوه مشترک زیادی با بشریت است از جمله احترام به علم و منطق و تعهد به پیشرفت و ارزشمندی وجودی بشر (یا ترابشر)... . اما ترابشریت با بشریت از جهاتی نیز متفاوت است از جمله در پیش‌بینی و به رسمیت شناختن تحولات بنیادین در طبیعت زندگی انسانی و فرصت‌های موجود ناشی از علوم و فناوری‌های مختلف…
 در سال ۱۹۹۲ مور و مارو انستیتو اکستروپی را راه‌اندازی کردند. هدف از تأسیس این انستیتو تسهیل ارتباط بین آینده گرایان و کمک به ایده پردازی در ساختارهای میمی (واحدهای بنیادی نظری) از طریق برگزاری همایش‌ها و همچنین ایجاد انجمنهای اینترنتی بود که در آن طرفداران ترابشریت دیدگاه‌های خود را در زمینه فرهنگ مجازی و روان‌شناسی سایبری به اشتراک بگذارند. در سال ۱۹۹۸ نیک بوستروم و دیوید پیرس انجمن جهانی ترابشریت را پایه‌گذاری کردند. سازمانی غیردولتی که تلاش می‌کرد ترابشریت را به عنوان موضوعی مشروع در تحقیقات علمی و سیاست‌های عمومی بگنجاند. این انجمن بعدها به سازمان "هیومنیتی +" تغییر نام یافت. در سال ۲۰۰۲ این انجمن تدوین جدیدی از بیانیه ترابشریت منتشر کرد. در بخش پرسش و پاسخی که توسط این انجمن تهیه شده بود، دو تعریف رسمی از ترابشریت به چشم می‌خورد:
۱- جنبشی فرهنگی و روشنفکری که هدف آن خواست و ممکن‌سازی بهبود شرایط بنیادین انسان با استفاده از خرد است، خصوصاً با توسعه استفاده از فناوریهایی که اثرات افزایش سن را از میان می‌برند و توانایی‌های ذهنی، جسمی و روانی انسان را گسترش می‌دهند. 
۲- مطالعه تأثیرات، فرصت‌ها و خطرات بلقوه فناوری‌هایی است که ما را قادر می‌سازند بر محدودیت‌های بنیادین انسانی غلبه کنیم، و همچنین مطالعه موضوعات اخلاقی مرتبط با توسعه و استفاده از چنین فناوری‌هایی.

## انتقادهای وارد شده به ترابشریت
پروفسور فرانسیس فوکویاما درسال ۲۰۰۴ در Foreign Policy ترابشریت را خطرناک‌ترین ایده جهان معرفی کرد. او این ایده را جنبش رهایی بخش عجیبی می‌داند که به چیزی کمتر از رهایی نوع بشر از محدودیت‌های زیست شناختی راضی نیست. افراد دیگری نیز وجود دارند که اعتقاد دارند که طرفداران ترابشریت زیست‌شناسی تکاملی را درست نفهمیده اند: از میان بردن بیماری (حتی اگر ممکن باشد) با جلوگیری از پیری یکی نیست. انسانها طوری طراحی شده‌اند که بعد از منتقل کردن ژن‌هایشان می‌میرند یعنی بدن انسان مهم نیست. در نهایت ژن‌ها مهم هستند و تغییر رفتار ژن‌ها خیلی سخت تر از مقابله با بیماری است.